# Saint-Théodorit
Saint-Théodorit est une commune française située dans le centre du département du Gard, en région Occitanie.
Exposée à un climat méditerranéen, elle est drainée par divers petits cours d'eau.
Saint-Théodorit est une commune rurale qui compte 550 habitants en 2022, après avoir connu une forte hausse de la population depuis 1975.  Ses habitants sont appelés les Théodoritois ou  Théodoritoises.
Le patrimoine architectural de la commune comprend un immeuble protégé au titre des monuments historiques : la cave coopérative de Saint-Théodorit
(Œuvre d'Henri Floutier (1896-1973), inscrite en 2013.

## Géographie
Saint-Théodorit est situé administrativement dans l'arrondissement du Vigan et dans le canton de Quissac. Le village est situé à 26 km de Nîmes par la route.
| Canaules-et-Argentières (par un quadripoint) | Savignargues      | Aigremont |
| Puechredon                                   | Saint-Théodorit   | Moulézan  |
|                                              | Cannes-et-Clairan |           |

### Climat
Pour des articles plus généraux, voir Climat de l'Occitanie et Climat du Gard.
En 2010, le climat de la commune est de type climat méditerranéen franc, selon une étude s'appuyant sur une série de données couvrant la période 1971-2000. En 2020, Météo-France publie une typologie des climats de la France métropolitaine dans laquelle la commune est exposée à un climat méditerranéen et est dans la région climatique Provence, Languedoc-Roussillon, caractérisée par une pluviométrie faible en été, un très bon ensoleillement (2 600 h/an), un été chaud (21,5 °C), un air très sec en été, sec en toutes saisons, des vents forts (fréquence de 40 à 50 % de vents > 5 m/s) et peu de brouillards.
Pour la période 1971-2000, la température annuelle moyenne est de 13,9 °C, avec une amplitude thermique annuelle de 17 °C. Le cumul annuel moyen de précipitations est de 932 mm, avec 6,8 jours de précipitations en janvier et 3,2 jours en juillet. Pour la période 1991-2020, la température moyenne annuelle observée sur la station météorologique la plus proche, située sur la commune de Vic-le-Fesq à 8 km à vol d'oiseau, est de 14,2 °C et le cumul annuel moyen de précipitations est de 844,7 mm,. Pour l'avenir, les paramètres climatiques de la commune estimés pour 2050 selon différents scénarios d'émission de gaz à effet de serre sont consultables sur un site dédié publié par Météo-France en novembre 2022.

### Milieux naturels et biodiversité
Aucun espace naturel présentant un intérêt patrimonial n'est recensé sur la commune dans l'inventaire national du patrimoine naturel,,.

## Urbanisme

### Typologie
Au 1er janvier 2024, Saint-Théodorit est catégorisée commune rurale à habitat dispersé, selon la nouvelle grille communale de densité à sept niveaux définie par l'Insee en 2022.
Elle est située hors unité urbaine et hors attraction des villes,.

### Occupation des sols
L'occupation des sols de la commune, telle qu'elle ressort de la base de données européenne d’occupation biophysique des sols Corine Land Cover (CLC), est marquée par l'importance des territoires agricoles (62,7 % en 2018), en diminution par rapport à 1990 (66,1 %). La répartition détaillée en 2018 est la suivante : 
cultures permanentes (43,6 %), forêts (33,9 %), zones agricoles hétérogènes (18,3 %), zones urbanisées (3,4 %), prairies (0,8 %). L'évolution de l’occupation des sols de la commune et de ses infrastructures peut être observée sur les différentes représentations cartographiques du territoire : la carte de Cassini (XVIIIe siècle), la carte d'état-major (1820-1866) et les cartes ou photos aériennes de l'IGN pour la période actuelle (1950 à aujourd'hui).

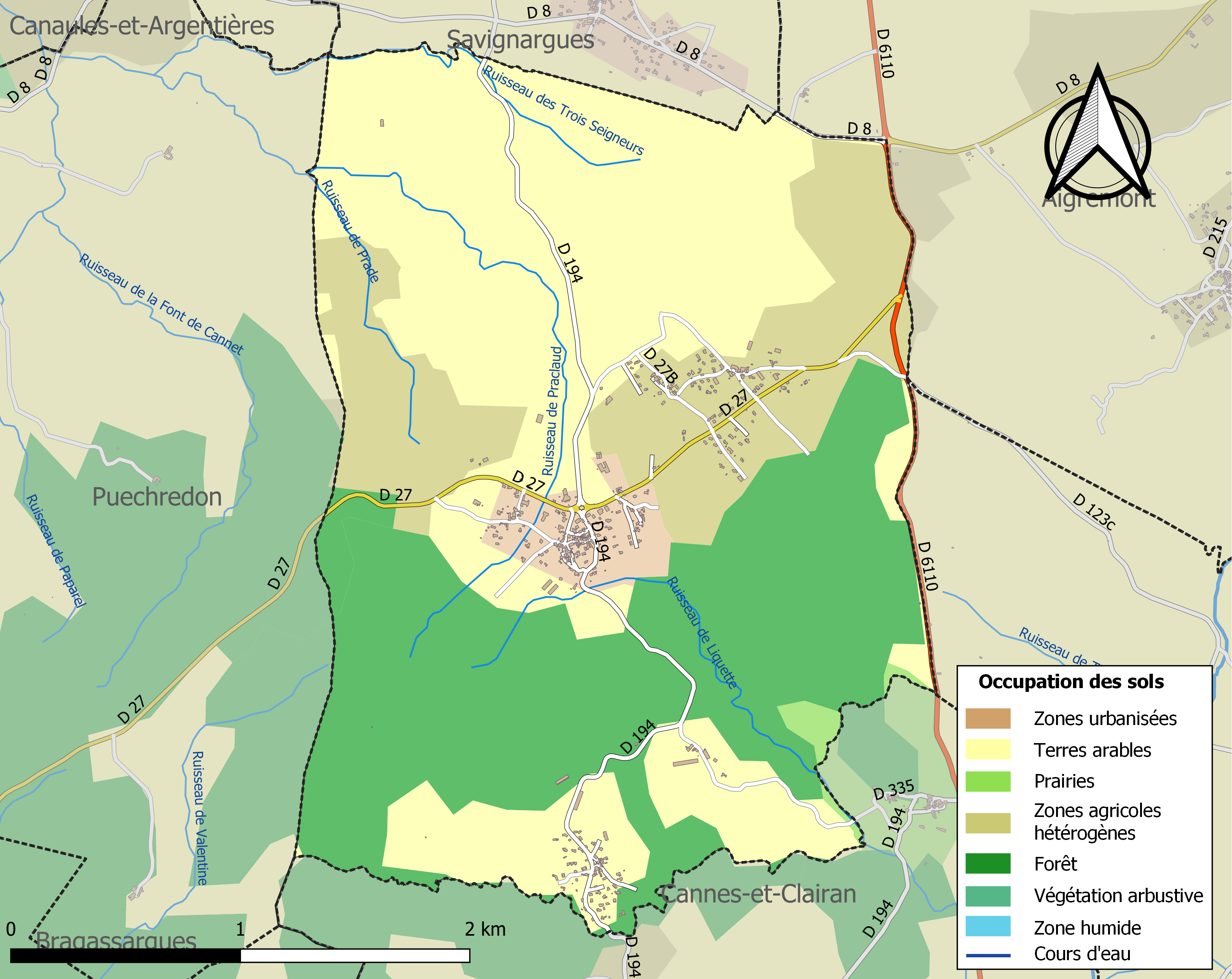
Carte des infrastructures et de l'occupation des sols de la commune en 2018 (CLC).

### Risques majeurs
Le territoire de la commune de Saint-Théodorit est vulnérable à différents aléas naturels : météorologiques (tempête, orage, neige, grand froid, canicule ou sécheresse), inondations, feux de forêts et séisme (sismicité faible). Il est également exposé à un risque technologique,  le transport de matières dangereuses. Un site publié par le BRGM permet d'évaluer simplement et rapidement les risques d'un bien localisé soit par son adresse soit par le numéro de sa parcelle.

#### Risques naturels
Certaines parties du territoire communal sont susceptibles d’être affectées par le risque d’inondation par débordement de cours d'eau, notamment La commune a été reconnue en état de catastrophe naturelle au titre des dommages causés par les inondations et coulées de boue survenues en 1982, 1993, 1994, 2001, 2002 et 2005,.

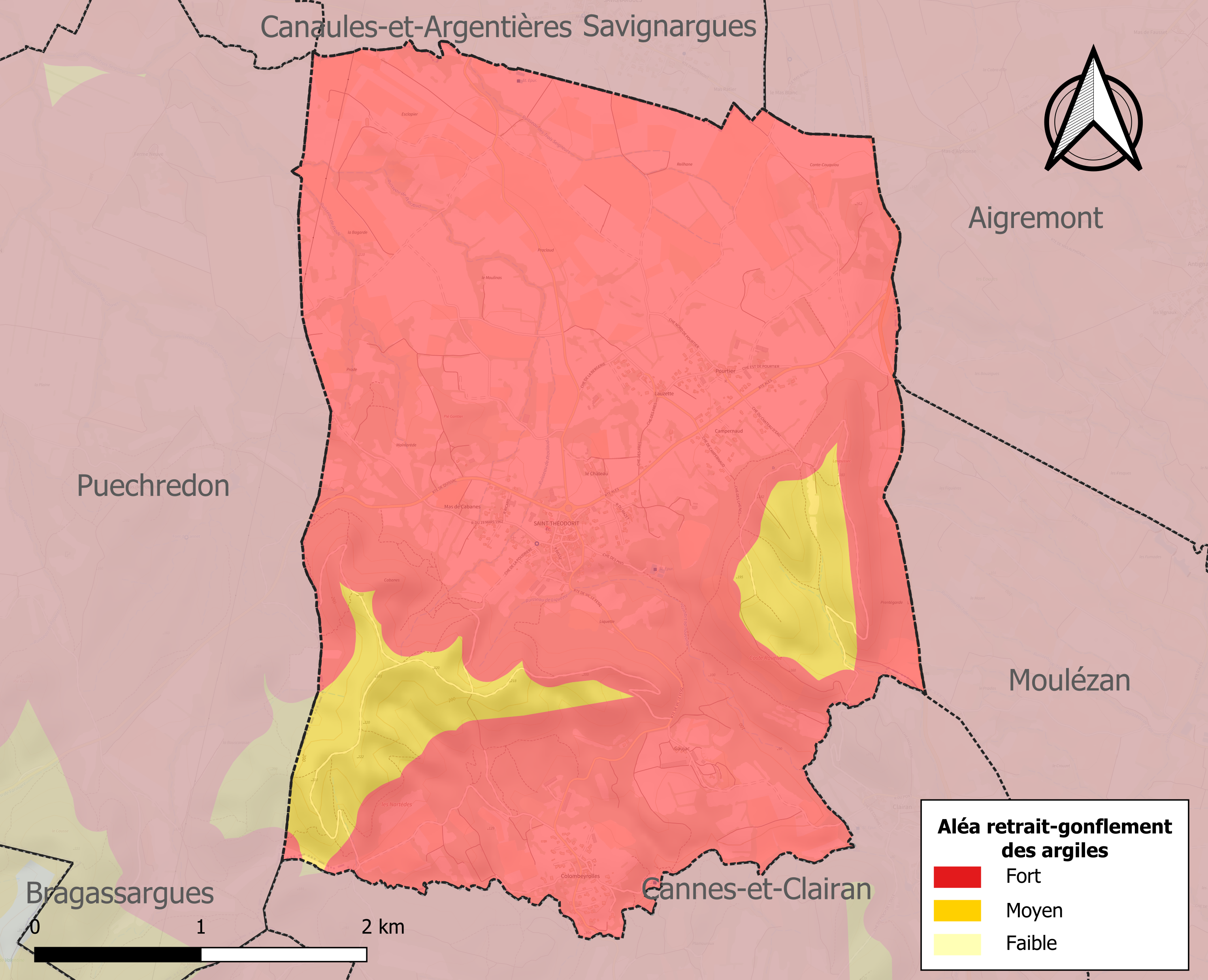
Carte des zones d'aléa retrait-gonflement des sols argileux de Saint-Théodorit.

Le retrait-gonflement des sols argileux est susceptible d'engendrer des dommages importants aux bâtiments en cas d’alternance de périodes de sécheresse et de pluie. La totalité de la commune est en aléa moyen ou fort (67,5 % au niveau départemental et 48,5 % au niveau national). Sur les 234 bâtiments dénombrés sur la commune en 2019, 234 sont en aléa moyen ou fort, soit 100 %, à comparer aux 90 % au niveau départemental et 54 % au niveau national. Une cartographie de l'exposition du territoire national au retrait gonflement des sols argileux est disponible sur le site du BRGM,.
Par ailleurs, afin de mieux appréhender le risque d’affaissement de terrain, l'inventaire national des cavités souterraines permet de localiser celles situées sur la commune.

#### Risques technologiques
Le risque de transport de matières dangereuses sur la commune est lié à sa traversée par des infrastructures routières ou ferroviaires importantes ou la présence d'une canalisation de transport d'hydrocarbures. Un accident se produisant sur de telles infrastructures est en effet susceptible d’avoir des effets graves au bâti ou aux personnes jusqu’à 350 m, selon la nature du matériau transporté. Des dispositions d’urbanisme peuvent être préconisées en conséquence.

## Histoire
La première mention du village, « villa sancti theodoriti », date de 1121, et porte le nom de Théodorit, un prêtre martyrisé selon la tradition  à Antioche sous l'empereur romain Julien en 362. Le village était le siège d’un prieuré dépendant de l’abbaye de Sauve.
À l’époque moderne, les habitants se convertissent massivement au protestantisme. Comme la majorité des communes, Saint-Théodorit connaîtra ensuite des épisodes violents pendant la guerre des Camisards (1703).
Au cours de la Révolution française, la commune porte provisoirement le nom de Théodorite.
On sait aussi qu’au XIXe siècle, le village est très lié à Bragassargues, pour lequel il joue un rôle de relais entre ce petit village et les foires et marchés locaux : les paysans de Bragassargues vendent leur production aux commerçants de Saint-Théodorit, qui l’écoulent ensuite à Anduze.

## Héraldique
| Blason de Saint-Théodorit | Blason  | D'azur au pal losangé d'or et de sinople.        |
| Blason de Saint-Théodorit | Détails | Le statut officiel du blason reste à déterminer. |

## Politique et administration
| Période                                  | Période  | Identité             | Étiquette | Qualité |
| ---------------------------------------- | -------- | -------------------- | --------- | ------- |
| mars 2001                                | 2014     | Jack Crouzet         |           |         |
| mars 2014                                | En cours | Jean-Luc Retchevitch | DVG       | Employé |
| Les données manquantes sont à compléter. |          |                      |           |         |

### Canton
La commune fait partie du canton de Quissac. Le canton dépend de l'arrondissement d'Alès et de la cinquième circonscription du Gard dont le député est William Dumas (PS).

## Démographie

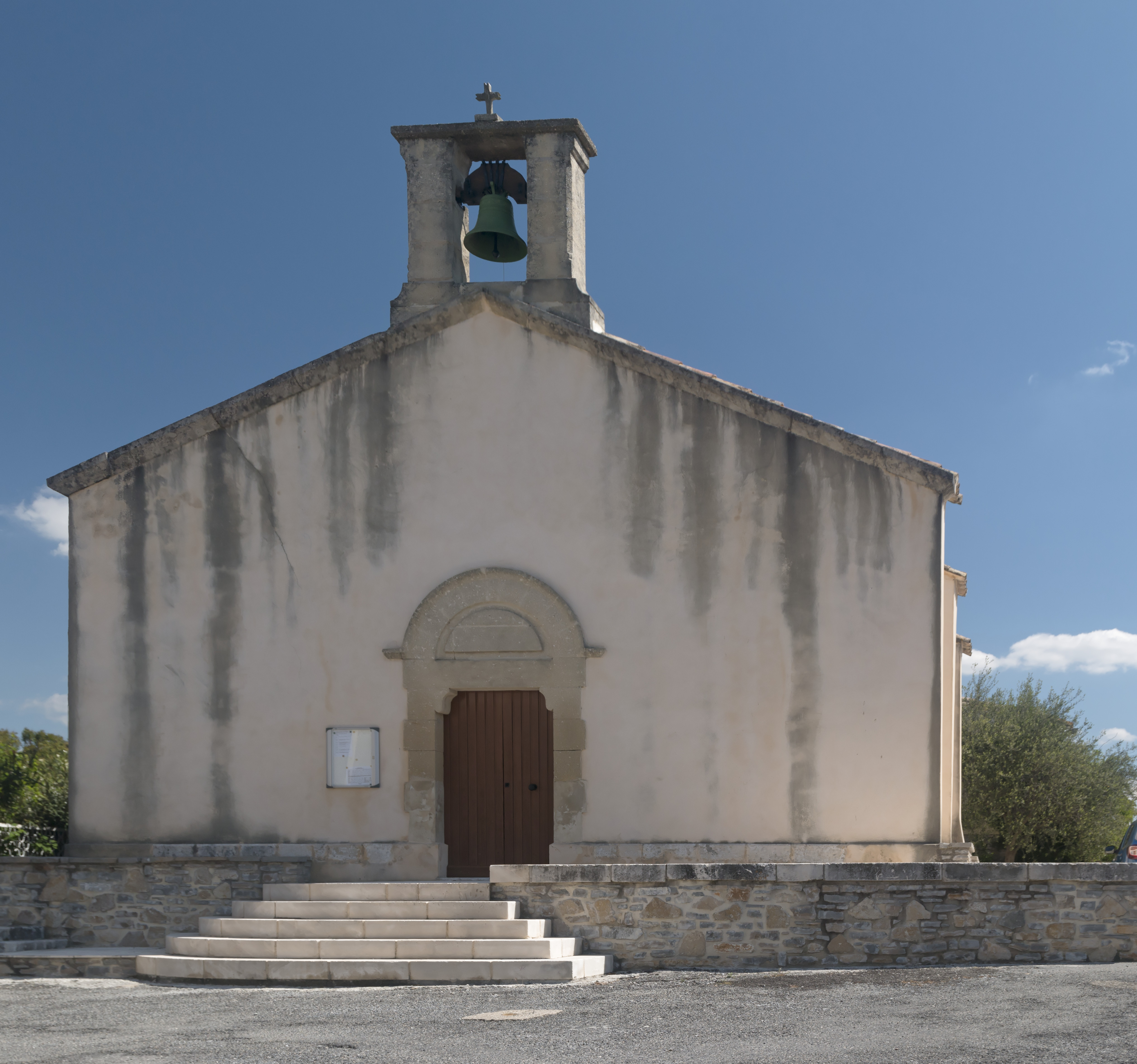
Église de Saint-Théodorit

L'évolution du nombre d'habitants est connue à travers les recensements de la population effectués dans la commune depuis 1793. Pour les communes de moins de 10 000 habitants, une enquête de recensement portant sur toute la population est réalisée tous les cinq ans, les populations de référence des années intermédiaires étant quant à elles estimées par interpolation ou extrapolation. Pour la commune, le premier recensement exhaustif entrant dans le cadre du nouveau dispositif a été réalisé en 2005.

En 2022, la commune comptait 550 habitants, en évolution de +5,36 % par rapport à 2016 (Gard : +2,97 %, France hors Mayotte : +2,11 %).
| 1793 | 1800 | 1806 | 1821 | 1831 | 1836 | 1841 | 1846 | 1851 |
| ---- | ---- | ---- | ---- | ---- | ---- | ---- | ---- | ---- |
| 249  | 247  | 268  | 266  | 303  | 278  | 295  | 300  | 305  |

| 1856 | 1861 | 1866 | 1872 | 1876 | 1881 | 1886 | 1891 | 1896 |
| ---- | ---- | ---- | ---- | ---- | ---- | ---- | ---- | ---- |
| 295  | 280  | 285  | 308  | 265  | 216  | 237  | 222  | 223  |

| 1901 | 1906 | 1911 | 1921 | 1926 | 1931 | 1936 | 1946 | 1954 |
| ---- | ---- | ---- | ---- | ---- | ---- | ---- | ---- | ---- |
| 243  | 221  | 222  | 204  | 214  | 226  | 222  | 209  | 201  |

| 1962 | 1968 | 1975 | 1982 | 1990 | 1999 | 2005 | 2006 | 2010 |
| ---- | ---- | ---- | ---- | ---- | ---- | ---- | ---- | ---- |
| 208  | 186  | 180  | 216  | 231  | 258  | 368  | 375  | 461  |

| 2015 | 2020 | 2022 | - | - | - | - | - | - |
| ---- | ---- | ---- | - | - | - | - | - | - |
| 520  | 541  | 550  | - | - | - | - | - | - |

## Économie

### Revenus
En 2018  (données Insee publiées en septembre 2021), la commune compte 226 ménages fiscaux, regroupant 523 personnes. La médiane du revenu disponible par unité de consommation est de 20 020 € (20 020 € dans le département).

### Emploi
|                | 2008   | 2013   | 2018  |
| -------------- | ------ | ------ | ----- |
| Commune        | 7,4 %  | 11,8 % | 8,4 % |
| Département    | 10,6 % | 12 %   | 12 %  |
| France entière | 8,3 %  | 10 %   | 10 %  |

En 2018, la population âgée de 15 à 64 ans s'élève à 318 personnes, parmi lesquelles on compte 74,5 % d'actifs (66,1 % ayant un emploi et 8,4 % de chômeurs) et 25,5 % d'inactifs,. Depuis 2008, le taux de chômage communal (au sens du recensement) des 15-64 ans est inférieur à celui de la France et du département.
La commune est hors attraction des villes,. Elle compte 37 emplois en 2018, contre 49 en 2013 et 45 en 2008. Le nombre d'actifs ayant un emploi résidant dans la commune est de 216, soit un indicateur de concentration d'emploi de 17 % et un taux d'activité parmi les 15 ans ou plus de 55,7 %.
Sur ces 216 actifs de 15 ans ou plus ayant un emploi, 31 travaillent dans la commune, soit 14 % des habitants. Pour se rendre au travail, 93,6 % des habitants utilisent un véhicule personnel ou de fonction à quatre roues, 0,5 % les transports en commun, 3,3 % s'y rendent en deux-roues, à vélo ou à pied et 2,8 % n'ont pas besoin de transport (travail au domicile).

### Activités hors agriculture
34 établissements sont implantés  à Saint-Théodorit au 31 décembre 2019. Le tableau ci-dessous en détaille le nombre par secteur d'activité et compare les ratios avec ceux du département,.
| Secteur d'activité                                                                                        | Commune | Commune | Département |
| Secteur d'activité                                                                                        | Nombre  | %       | %           |
| --- | ------- | ------- | ----------- |
| Ensemble                                                                                                  | 34      |         |             |
| Industrie manufacturière, industries extractives et autres                                                | 3       | 8,8 %   | (7,9 %)     |
| Construction                                                                                              | 8       | 23,5 %  | (15,5 %)    |
| Commerce de gros et de détail, transports, hébergement et restauration                                    | 7       | 20,6 %  | (30 %)      |
| Activités financières et d'assurance                                                                      | 1       | 2,9 %   | (3 %)       |
| Activités spécialisées, scientifiques et techniques et activités de services administratifs et de soutien | 8       | 23,5 %  | (14,9 %)    |
| Administration publique, enseignement, santé humaine et action sociale                                    | 4       | 11,8 %  | (13,5 %)    |
| Autres activités de services                                                                              | 3       | 8,8 %   | (8,8 %)     |

Le secteur des activités spécialisées, scientifiques et techniques et des activités de services administratifs et de soutien est prépondérant sur la commune puisqu'il représente 23,5 % du nombre total d'établissements de la commune (8 sur les 34 entreprises implantées  à Saint-Théodorit), contre 14,9 % au niveau départemental.

### Agriculture
|               | 1988 | 2000 | 2010 | 2020 |
| ------------- | ---- | ---- | ---- | ---- |
| Exploitations | 35   | 20   | 20   | 9    |
| SAU (ha)      | 371  | 349  | 305  | 108  |

La commune est dans les Garrigues, une petite région agricole occupant le centre du département du Gard. En 2020, l'orientation technico-économique de l'agriculture  sur la commune est la polyculture et/ou le polyélevage. Neuf exploitations agricoles ayant leur siège dans la commune sont dénombrées lors du recensement agricole de 2020 (35 en 1988). La superficie agricole utilisée est de 108 ha,,.

## Culture locale et patrimoine

### Lieux et monuments
- Le temple protestant de Saint-Théodorit : construit en 1868 sur les plans de l'architecte Nîmois Laurent[27].
- L'église catholique de Saint-Théodorit : Près de l’église se dresse un pan de mur épais dont on ne connaît pas l’origine. Rivoire indique en 1842 l’existence de l’église, et d’une tour attenante, les deux en très mauvais état. Le cadastre de 1809 indique également cette construction[28].
- L'ancienne cave coopérative.